# Dibujo de ingeniería
Un dibujo de ingeniería, un tipo de dibujo técnico, se utiliza para definir completa y claramente los requisitos para los artículos de ingeniería.
El dibujo de ingeniería (la actividad) produce dibujos de ingeniería (los documentos). Más que simplemente dibujar imágenes, también es un lenguaje, un lenguaje gráfico que comunica ideas e información de una mente a otra.

## Relación con el dibujo artístico
Dibujo de ingeniería y tipos artísticos de dibujo, o cualquier otro puede llamarse simplemente "dibujo" cuando el contexto es implícito. El dibujo de ingeniería comparte algunos rasgos con el dibujo artístico en el que ambos crean imágenes. Pero mientras que el propósito del dibujo artístico es transmitir emoción o sensibilidad artística de alguna manera (impresiones subjetivas), el propósito del dibujo de ingeniería es transmitir información (hechos objetivos).. Uno de los corolarios que se desprenden de este hecho es que, mientras que cualquiera puede apreciar el dibujo artístico (incluso si cada espectador tiene su propia apreciación), el dibujo de ingeniería requiere algo de entrenamiento para comprenderlo (como cualquier otro idioma);. pero también hay un alto grado de uniformidad objetiva en la interpretación (también como otros idiomas). De hecho, el dibujo de ingeniería ha evolucionado hacia un lenguaje que es más preciso y no ambiguo que los lenguajes naturales; en este sentido, está más cerca de ser un lenguaje de programación en su capacidad de comunicación. El dibujo de ingeniería utiliza un amplio conjunto de convenciones para transmitir información de manera muy precisa, con muy poca ambigüedad.

## Relación con otros tipos de dibujos técnicos
El proceso de producir dibujos de ingeniería, y la habilidad de producirlos, a menudo se conoce como dibujo técnico o dibujo aunque también se requieren dibujos técnicos para disciplinas que normalmente no se considerarían como parte de la ingeniería (como la arquitectura, paisajismo, ebanistería y confección de prendas de vestir).  
Las personas empleadas en el comercio de producir dibujos de ingeniería se llamaron dibujantes en el pasado. Aunque estos términos todavía están en uso, el diseñador y redactor de términos no genéricos específicos ahora son más comunes.

## Cascada de convenciones por especialidad
Los diversos campos comparten muchas convenciones comunes de dibujo, a la vez que tienen algunas convenciones específicas de campo. Por ejemplo, incluso dentro de la metalurgia, hay que aprender algunas convenciones específicas del proceso: fundición, mecanizado, calderería y ensamblaje todas tienen algunas convenciones de dibujo especiales, y dentro de la fabricación hay una división adicional, que incluye soldadura, remachado, montaje de tuberías y montaje. . Cada uno de estos oficios tiene algunos detalles que solo los especialistas habrán memorizado.   

## Instrumentos legales
Un dibujo de ingeniería es un documento legal (es decir, un instrumento legal), porque comunica toda la información necesaria sobre "lo que se quiere" a las personas que gastarán recursos convirtiendo la idea en una realidad. Por lo tanto, es parte de un contrato; la orden de compra y el dibujo juntos, así como cualquier documento auxiliar (órdenes de cambio de ingeniería [ECO], llamadas especificaciones) constituyen el contrato. Por lo tanto, si el producto resultante es incorrecto, el trabajador o el fabricante están protegidos de responsabilidad siempre que hayan ejecutado fielmente las instrucciones transmitidas por el sorteo. Si esas instrucciones fueron incorrectas, es culpa del ingeniero. Debido a que la fabricación y la construcción suelen ser procesos muy costosos (que implican grandes cantidades de capital y nómina), la responsabilidad por los errores tiene grandes implicaciones legales ya que cada parte intenta culpar a la otra y asignar el costo desperdiciado a la responsabilidad del otro. Esta es la razón más grande por la cual las convenciones del dibujo de ingeniería han evolucionado a lo largo de las décadas hacia un estado muy preciso e inequívoco.   

## Estandarización y desambiguación
Los planos de ingeniería especifican los requisitos de un componente o conjunto que pueden ser complicados. Los estándares proporcionan reglas para su especificación e interpretación. La estandarización también ayuda a la internacionalización, porque las personas de diferentes países que hablan diferentes idiomas pueden leer el mismo dibujo de ingeniería e interpretarlo de la misma manera.
Un conjunto importante de estándares de diseño de ingeniería es ASME Y14.5 e Y14.5M (revisado más recientemente en 2009). Estos se aplican ampliamente en los Estados Unidos, aunque la ISO 8015 (Especificaciones del producto geométrico (GPS) - Fundamentos - Conceptos, principios y reglas) ahora también es importante.  
En 2011, se publicó una nueva revisión de ISO 8015 (Especificaciones del producto geométrico (GPS) - Fundamentos - Conceptos, principios y reglas) que contiene el Principio de invocación. Esto indica que, "una vez que se invoca una parte del sistema de especificación de producto geométrico ISO (GPS) en una documentación de producto de ingeniería mecánica, se invoca todo el sistema GPS de ISO". También dice que marcar un dibujo "Tolerancing ISO 8015" es opcional. La consecuencia de esto es que cualquier dibujo que use símbolos ISO solo se puede interpretar según las reglas de GPS ISO. La única forma de no invocar el sistema ISO GPS es invocar un estándar nacional o de otro tipo.  
En Gran Bretaña, BS 8888 (Especificación técnica del producto) ha sido objeto de actualizaciones importantes en la década de 2010.   

## Medios de Comunicación
Durante siglos, hasta la era posterior a la Segunda Guerra Mundial, todos los dibujos de ingeniería se realizaron manualmente mediante el uso de lápiz y lápiz sobre papel u otro sustrato (por ejemplo, vitela, mylar). Desde el advenimiento del diseño asistido por computadora (CAD), el dibujo de ingeniería se ha hecho cada vez más en el medio electrónico con cada década que pasa. Hoy en día, la mayoría del dibujo de ingeniería se hace con CAD, pero el lápiz y el papel no han desaparecido del todo.
Algunas de las herramientas de dibujo manual incluyen lápices, bolígrafos y tinta, reglas, cuadrados en T, curvas francesas, triángulos, reglas, transportadores, divisores, brújulas, escalas, borradores y tachuelas o alfileres. (También se usan reglas de deslizamiento para enumerar entre los suministros, pero hoy en día, incluso el boceto manual, cuando ocurre, se beneficia de una calculadora de bolsillo o su equivalente en pantalla.) Y por supuesto, las herramientas también incluyen tableros de dibujo (tablas de dibujo) o tablas. El modismo inglés "para volver al tablero de dibujo", que es una frase figurativa que significa replantear algo por completo, se inspiró en el acto literal de descubrir errores de diseño durante la producción y volver a un tablero de dibujo para revisar el dibujo de ingeniería. Las máquinas de dibujo son dispositivos que ayudan a la elaboración manual mediante la combinación de tableros de dibujo, regla, pantógrafos y otras herramientas en un entorno de dibujo integrado. CAD proporciona sus equivalentes virtuales.
La producción de dibujos generalmente implica la creación de un original que luego se reproduce, generando múltiples copias para ser distribuidas al taller, vendedores, archivos de la compañía, y más. Los métodos clásicos de reproducción involucraban apariencias azules y blancas (ya sea blanco sobre azul o azul sobre blanco), razón por la cual los dibujos de ingeniería se llamaron durante mucho tiempo, y aún hoy en día todavía se llaman, "planos" o "líneas azules", incluso aunque esos términos son anacrónicos desde una perspectiva literal, ya que la mayoría de las copias de dibujos de ingeniería hoy en día están hechas con métodos más modernos (a menudo inyección de tinta o impresión láser) que producen líneas negras o multicolores sobre papel blanco. El término más genérico "imprimir" es ahora de uso común en los EE. UU. Para significar cualquier copia en papel de un dibujo de ingeniería. En el caso de los dibujos CAD, el original es el archivo CAD y las impresiones de ese archivo son las "impresiones".   

## Relación con la definición basada en el modelo (MBD / DPD)
Durante siglos, el dibujo de ingeniería fue el único método para transferir información del diseño a la fabricación. En las últimas décadas surgió otro método, llamado definición basada en el modelo (MBD) o definición de producto digital (DPD). En MBD, la información capturada por la aplicación de software CAD se alimenta automáticamente a una aplicación CAM (fabricación asistida por computadora) que (con o sin aplicaciones de postprocesamiento) crea código en otros lenguajes como código G para ser ejecutado por una máquina CNC herramienta (control numérico de computadora), impresora 3D o (cada vez más) una máquina herramienta híbrida que usa ambos. Por lo tanto, hoy en día es frecuente que la información viaje desde la mente del diseñador hacia el componente fabricado sin haber sido codificada por un dibujo de ingeniería. En MBD, el conjunto de datos, no un dibujo, es el instrumento legal. El término "paquete de datos técnicos" (TDP) ahora se utiliza para referirse al paquete completo de información (en un medio u otro) que comunica información desde el diseño a la producción (como conjuntos de datos en 3D, dibujos de ingeniería, órdenes de cambio de ingeniería ( ECOs), revisiones de especificaciones y adiciones, etc. Sin embargo, incluso en la era MBD, donde teóricamente la producción podría ocurrir sin dibujos o humanos, sigue siendo el caso que los dibujos y los humanos están involucrados. Todavía se necesitan programadores CAD / CAM, trabajadores de configuración CNC y operadores CNC para la fabricación, así como otras personas como personal de control de calidad (inspectores) y personal de logística (para manejo de materiales, envío y recepción, y funciones de recepción) ) Estos trabajadores a menudo usan dibujos en el curso de su trabajo que se han producido al representar y trazar (imprimir) desde el conjunto de datos de MBD. Cuando se siguen los procedimientos adecuados, siempre se documenta una cadena de precedencia clara, de modo que cuando una persona mira un dibujo, se le dice mediante una nota que este dibujo no es el instrumento que rige (porque el conjunto de datos MBD lo es) . En estos casos, el dibujo sigue siendo un documento útil, aunque legalmente se clasifica como "solo de referencia", lo que significa que si surgen controversias o discrepancias, es el conjunto de datos de MBD, no el dibujo, lo que rige.

## Sistemas de dimensionamiento y tolerancia
Casi todos los dibujos de ingeniería (excepto quizás las vistas solo de referencia o bocetos iniciales) comunican no solo la geometría (forma y ubicación) sino también las dimensiones y tolerancias para esas características. Varios sistemas de dimensionamiento y tolerancia han evolucionado. El sistema de dimensionamiento más simple simplemente especifica las distancias entre los puntos (como la longitud o el ancho de un objeto, o las ubicaciones del centro del agujero). Desde el advenimiento de la fabricación intercambiable bien desarrollada, estas distancias han estado acompañadas de tolerancias de los tipos más o menos o mínimo y máximo límite. El dimensionamiento de coordenadas implica la definición de todos los puntos, líneas, planos y perfiles en términos de coordenadas cartesianas, con un origen común. El dimensionamiento coordinado fue la única opción hasta que en la era posterior a la Segunda Guerra Mundial se desarrolló el dimensionamiento y tolerancia geométrica (GD & T), que se aparta de las limitaciones del dimensionamiento de coordenadas (por ejemplo, zonas de tolerancia de solo rectangular, apilamiento de tolerancia) para permitir la mayoría de las tolerancias lógicas tanto de geometría como de dimensiones (es decir, ambas formas [formas / ubicaciones] y tamaños).  

## Dibujos de ingeniería: características comunes
Los dibujos transmiten la siguiente información crítica:
- Geometría: la forma del objeto; representados como puntos de vista; cómo se verá el objeto cuando se lo vea desde varios ángulos, como el frontal, el superior, el lateral, etc.
- Dimensiones: el tamaño del objeto se captura en unidades aceptadas.
- Tolerancias: las variaciones permitidas para cada dimensión.
- Material: representa de qué está hecho el artículo.
- Acabado: especifica la calidad de la superficie del artículo, funcional o cosmética. Por ejemplo, un producto comercializado en masa generalmente requiere una calidad de superficie mucho más alta que, por ejemplo, un componente que entra en la maquinaria industrial.

### Estilos y tipos de líneas

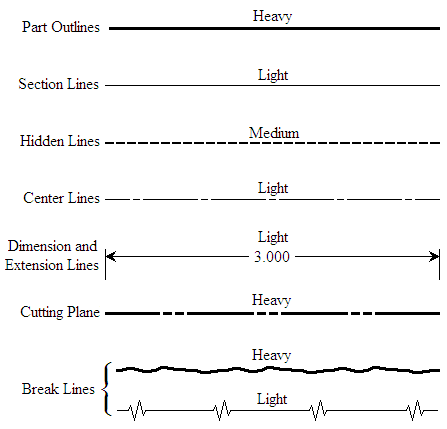
Tipos de línea estándar para dibujos de ingeniería

Una variedad de estilos de líneas representan gráficamente objetos físicos. Los tipos de líneas incluyen lo siguiente: 
- visible: son líneas continuas que se utilizan para representar los bordes directamente visibles desde un ángulo particular.
- oculto - son líneas discontinuas cortas que pueden usarse para representar bordes que no son directamente visibles.
- centro - son líneas discontinuas largas y cortas que pueden usarse para representar los ejes de las características circulares.
- plano de corte: son líneas finas, de trazos medios o gruesas, de forma alternada, largas y dobles discontinuas que se pueden utilizar para definir secciones para vistas de sección.
- sección: son líneas delgadas en un patrón (patrón determinado por el material que se está "cortando" o "seccionando") usado para indicar superficies en vistas de sección resultantes de "cortar". Las líneas de sección se conocen comúnmente como "sombreado cruzado".
- phantom - (no se muestra) son líneas delgadas discontinuas largas y dobles discontinuas que se utilizan para representar una característica o componente que no forma parte de la pieza o ensamblaje especificado. P.ej. los extremos de la barra que se pueden usar para la prueba, o el producto mecanizado que es el foco de un dibujo de herramientas.

Las líneas también se pueden clasificar por una clasificación de letras en la que cada línea recibe una letra.    
- Las líneas de tipo A muestran el contorno de la característica de un objeto. Son las líneas más gruesas en un dibujo y se hacen con un lápiz más suave que HB.
- Las líneas de tipo B son líneas de dimensión y se utilizan para acotar, proyectar, extender o líderes. Se debe usar un lápiz más duro, como un lápiz 2H.
- Las líneas tipo C se utilizan para los descansos cuando no se muestra todo el objeto. Estos están dibujados a mano alzada y solo para escapadas. Lápiz 2H
- Las líneas de Tipo D son similares a las del Tipo C, excepto que están en zigzag y solo para pausas más largas. Lápiz 2H
- Las líneas de tipo E indican contornos ocultos de las características internas de un objeto. Estas son líneas de puntos. Lápiz 2H
- Las líneas de Tipo F son líneas de Tipo F [tipografía], excepto que se usan para dibujos en electrotecnología. Lápiz 2H
- Las líneas tipo G se usan para líneas centrales. Estas son líneas punteadas, pero una línea larga de 10-20 mm, luego un espacio de 1 mm, luego una línea pequeña de 2 mm. Lápiz 2H
- Las líneas tipo H son las mismas que las del tipo G, excepto que cada segunda línea larga es más gruesa. Estos indican el plano de corte de un objeto. Lápiz 2H
- Las líneas tipo k indican las posiciones alternativas de un objeto y la línea tomada por ese objeto. Estos se dibujan con una línea larga de 10-20 mm, luego un pequeño espacio, luego una línea pequeña de 2 mm, luego un espacio, luego otra línea pequeña. Lápiz 2H.

### Múltiples vistas y proyecciones

Imagen de una parte representada en una proyección de primer ángulo

Símbolos usados para definir si una proyección es de primer ángulo (izquierda) o tercer ángulo (derecha).

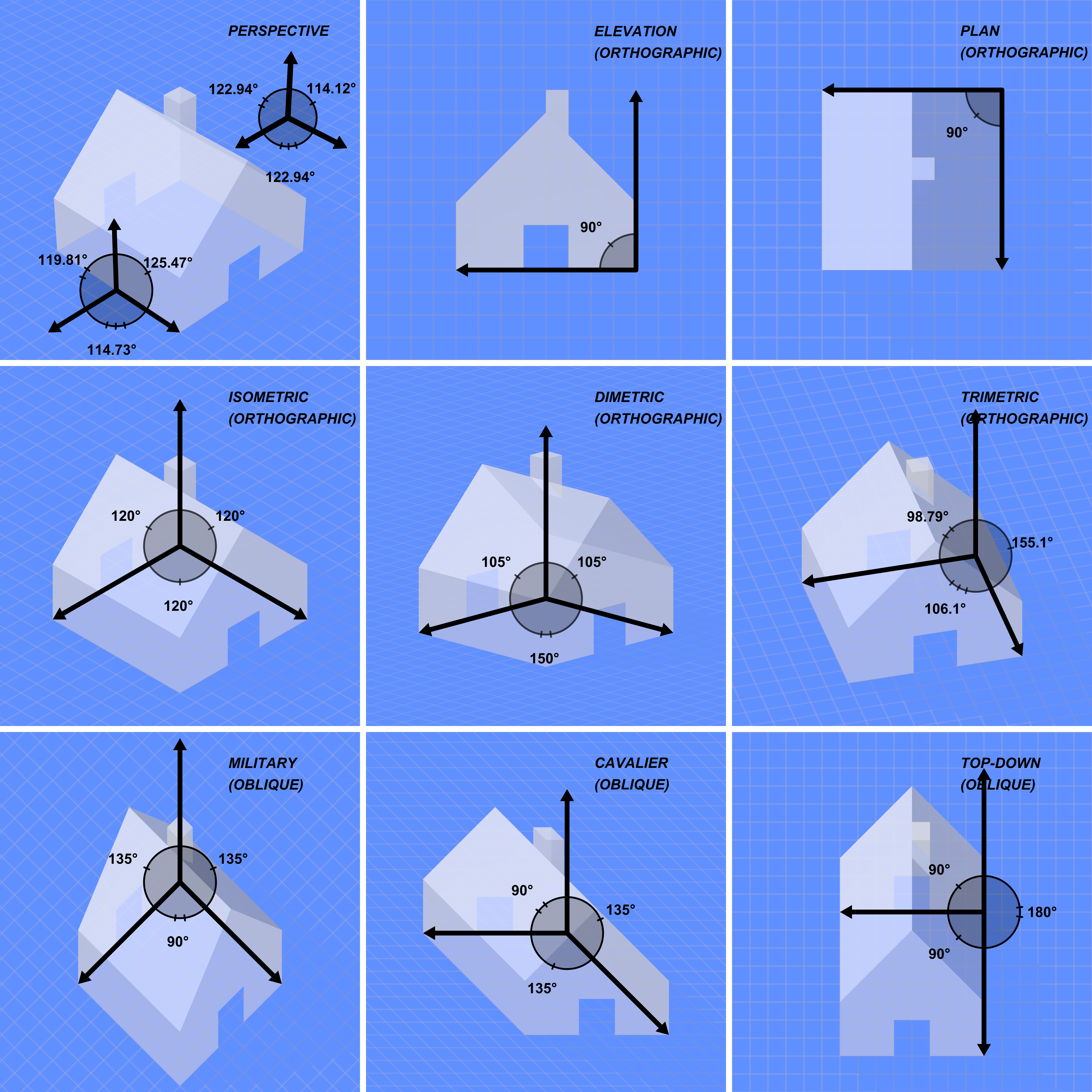
Varios tipos de proyección gráfica comparados

Varias proyecciones y como son producidas

Vista isométrica de los objetos mostrados en el dibujo ingenieril mostrado debajo.

En la mayoría de los casos, una sola vista no es suficiente para mostrar todas las funciones necesarias, y se utilizan varias vistas. Los tipos de vistas incluyen lo siguiente:

#### Projección multivista
Una proyección de vistas múltiples es un tipo de proyección ortográfica que muestra el objeto tal como se ve desde la parte frontal, derecha, izquierda, arriba, abajo o atrás (por ejemplo, las vistas principales), y típicamente se posiciona relativamente entre sí según las reglas de ya sea proyección de primer ángulo o tercer ángulo. El origen y la dirección del vector de los proyectores (también llamados líneas de proyección) difieren, como se explica a continuación.   
- En la proyección de primer ángulo, los proyectores paralelos se originan como si se irradiaran desde detrás del espectador y pasaran a través del objeto 3D para proyectar una imagen 2D en el plano ortogonal detrás de él. El objeto 3D se proyecta en el espacio "en papel" 2D como si estuviera mirando una radiografía del objeto: la vista superior está debajo de la vista frontal, la vista derecha está a la izquierda de la vista frontal. La proyección en el primer ángulo es el estándar ISO y se usa principalmente en Europa.
- En la proyección de tercer ángulo, los proyectores paralelos se originan como si se irradiaran desde el lado más alejado del objeto y pasaran a través del objeto 3D para proyectar una imagen 2D en el plano ortogonal que está delante de él. Las vistas del objeto 3D son como los paneles de un recuadro que envuelve el objeto, y los paneles pivotan cuando se abren planos en el plano del dibujo. Por lo tanto, la vista izquierda se coloca a la izquierda y la vista superior en la parte superior; y las características más cercanas al frente del objeto 3D aparecerán más cerca de la vista frontal en el dibujo. La proyección de tercer ángulo se usa principalmente en los Estados Unidos y Canadá, donde es el sistema de proyección predeterminado de acuerdo con el estándar ASME Y14.3M.

Hasta finales del siglo XIX, la proyección del primer ángulo era la norma en América del Norte y en Europa; pero alrededor de la década de 1890, la proyección del tercer ángulo se extendió a través de las comunidades de ingeniería y fabricación de América del Norte hasta el punto de convertirse en una convención ampliamente seguida, y era un estándar ASA en la década de 1950. Alrededor de la Primera Guerra Mundial, la práctica británica frecuentemente mezclaba el uso de ambos métodos de proyección.
Como se muestra arriba, la determinación de qué superficie constituye la parte frontal, posterior, superior e inferior varía según el método de proyección utilizado. 
No todas las vistas son necesariamente usadas. En general, solo se utilizan tantos puntos de vista como sean necesarios para transmitir toda la información necesaria de forma clara y económica. Las vistas frontal, superior y del lado derecho se consideran comúnmente el grupo central de vistas incluidas por defecto, pero cualquier combinación de vistas se puede usar dependiendo de las necesidades del diseño particular. Además de las seis vistas principales (frontal, posterior, superior, inferior, lateral derecho, lado izquierdo), se pueden incluir vistas o secciones auxiliares para cumplir con los propósitos de definición de parte y su comunicación. Ver líneas o líneas de sección (líneas con flechas marcadas como "A-A", "B-B", etc.) definen la dirección y la ubicación de visualización o sección. A veces, una nota le dice al lector en qué zona (s) del dibujo puede encontrar la vista o sección.  

#### Vistas auxiliares
Una vista auxiliar es una vista ortográfica que se proyecta en cualquier plano que no sea una de las seis vistas principales. Estas vistas se usan típicamente cuando un objeto contiene algún tipo de plano inclinado. Usar la vista auxiliar permite que ese plano inclinado (y cualquier otra característica importante) se proyecte en su tamaño y forma verdaderos. El tamaño y la forma reales de cualquier característica en un dibujo de ingeniería solo pueden conocerse cuando la línea de visión (LOS) es perpendicular al plano al que se hace referencia. Se muestra como un objeto tridimensional. Las vistas auxiliares tienden a hacer uso de la proyección axonométrica. Cuando existen por sí mismos, las vistas auxiliares a veces se conocen como pictoriales.  

#### Proyección isométrica
Una proyección isométrica muestra el objeto desde ángulos en los que las escalas a lo largo de cada eje del objeto son iguales. La proyección isométrica corresponde a la rotación del objeto en ± 45 ° sobre el eje vertical, seguida de una rotación de aproximadamente ± 35,264 ° [= arcosin (tan (30 °))] sobre el eje horizontal a partir de una vista de proyección ortográfica. "Isométrico" viene del griego para "misma medida". Una de las cosas que hace que los dibujos isométricos sean tan atractivos es la facilidad con la que se pueden construir ángulos de 60 ° con solo una brújula y una regla.
La proyección isométrica es un tipo de proyección axonométrica. Los otros dos tipos de proyección axonométrica son:   
- Proyección dimétrica
- Proyección trimétrica

#### Proyección oblicua
Una proyección oblicua es un tipo simple de proyección gráfica utilizada para producir imágenes pictóricas bidimensionales de objetos tridimensionales: 
- proyecta una imagen intersectando rayos paralelos (proyectores)
- desde el objeto fuente tridimensional con la superficie de dibujo (plan de proyección).

Tanto en la proyección oblicua como en la proyección ortográfica, las líneas paralelas del objeto fuente producen líneas paralelas en la imagen proyectada.

#### Proyección de perspectiva
La perspectiva es una representación aproximada en una superficie plana de una imagen tal como la percibe el ojo. Las dos características más importantes de la perspectiva son que los objetos se dibujan:
- Más pequeño a medida que aumenta su distancia del observador.
- En escorzo: el tamaño de las dimensiones de un objeto a lo largo de la línea de visión es relativamente más corto que las dimensiones a través de la línea de visión.

#### Vistas de sección
Vistas proyectadas (ya sea Auxiliar o Multiview) que muestran una sección transversal del objeto fuente a lo largo del plano de corte especificado. Estas vistas se utilizan comúnmente para mostrar características internas con más claridad de la que puede estar disponible mediante proyecciones regulares o líneas ocultas. En los dibujos de conjunto, los componentes de hardware (por ejemplo, tuercas, tornillos, arandelas) típicamente no están seccionados.   

### Escala
Los planos son generalmente "dibujos a escala", lo que significa que los planos se dibujan a una relación específica relativa al tamaño real del lugar u objeto. Varias escalas se pueden usar para diferentes dibujos en un conjunto. Por ejemplo, se puede dibujar un plano de planta a 1:50 (1:48 o 1/4 "= 1 '0") mientras que una vista detallada se puede dibujar a 1:25 (1:24 o 1/2 " = 1 '0 "). Los planos del sitio a menudo se dibujan a 1: 200 o 1: 100.  
La escala es un tema matizado en el uso de dibujos de ingeniería. Por un lado, es un principio general de los dibujos de ingeniería que se proyecten utilizando métodos y reglas de proyección estandarizados y matemáticamente seguros. Por lo tanto, se hace un gran esfuerzo para que un dibujo de ingeniería muestre con precisión el tamaño, la forma, la relación de aspecto entre las características, etc. Y, sin embargo, por otro lado, hay otro principio general de dibujo de ingeniería que casi diametralmente se opone a todo este esfuerzo e intención; es decir, el principio de que los usuarios no deben escalar el dibujo para inferir una dimensión no etiquetada. Esta admonición severa a menudo se repite en los dibujos, a través de una nota repetitiva en el título que dice al usuario: "NO ESCALAR DIBUJO".   
La explicación de por qué estos dos principios casi opuestos pueden coexistir es la siguiente. El primer principio -que los dibujos se hagan con tanto cuidado y precisión- cumple el objetivo principal de por qué existe el diseño de ingeniería, que comunica con éxito la definición de parte y los criterios de aceptación, incluyendo "cómo debería ser la pieza si la hizo correctamente" " El servicio de este objetivo es lo que crea un dibujo que incluso se puede escalar y obtener una dimensión precisa de ese modo. Y así la gran tentación de hacerlo, cuando se quiere una dimensión pero no se la etiqueta. El segundo principio, que aunque escalar el dibujo normalmente funcionará, uno nunca debe hacerlo, cumple varios objetivos, como imponer la claridad total con respecto a quién tiene la autoridad para discernir intenciones de diseño y evitar escalas erróneas de un dibujo que nunca se dibujó para escalar para empezar (que normalmente se denomina "dibujo no a escala" o "escala: NTS"). Cuando se le prohíbe a un usuario escalar el dibujo, él / ella debe dirigirse al ingeniero (para las respuestas que buscaría), y nunca escalará erróneamente algo que no puede escalarse con precisión.  
Pero de alguna manera, el advenimiento de la era CAD y MBD desafía estas suposiciones que se formaron hace muchas décadas. Cuando la definición de la parte se define matemáticamente mediante un modelo sólido, la afirmación de que uno no puede interrogar al modelo -el análogo directo de "escalar el dibujo" - se vuelve ridícula; porque cuando la definición de la parte se define de esta manera, no es posible que un dibujo o modelo sea "no a escala". Un dibujo a lápiz 2D puede ser escorzado y sesgado (y por lo tanto no a escala), y aun así ser una definición de pieza completamente válida siempre que las dimensiones etiquetadas sean las únicas dimensiones utilizadas, y no se produzca una escala del dibujo por parte del usuario. Esto se debe a que lo que el dibujo y las etiquetas transmiten es en realidad un símbolo de lo que se desea, en lugar de una verdadera réplica de él. (Por ejemplo, un boceto de un agujero que claramente no es redondo aún define con precisión que la pieza tiene un orificio redondo verdadero, siempre que la etiqueta diga "10 mm DIA", porque el "DIA" le dice implícita pero objetivamente al usuario que el círculo dibujado sesgado es un símbolo que representa un círculo perfecto.) Pero si se declara que un modelo matemático -en esencia, un gráfico vectorial- es la definición oficial de la parte, cualquier cantidad de "escalar el dibujo" puede tener sentido; aún puede haber un error en el modelo, en el sentido de que lo que se pretendía no está representado (modelado); pero no puede haber ningún error del tipo "no a escala", porque los vectores matemáticos y las curvas son réplicas, no símbolos, de las características de la parte.    
Incluso en el caso de los dibujos en 2D, el mundo de la fabricación ha cambiado desde los días en que las personas prestaban atención a la proporción de escala que figuraba en la impresión, o contaba con su precisión. En el pasado, las impresiones se trazaban en un trazador a proporciones de escala exactas, y el usuario podía saber que una línea en el dibujo de 15 mm de largo correspondía a una dimensión de 30 mm porque el dibujo decía "1: 2" en la casilla "escala" de el bloque del título Hoy, en la era de la impresión de escritorio ubicua, donde los dibujos originales o escalados se escanean a menudo en un escáner y se guardan como un archivo PDF, que luego se imprime con cualquier aumento porcentual que el usuario considere útil (como "ajustar al tamaño de papel"), los usuarios han dejado de preocuparse por la relación de escala que se reclama en la casilla" escala "del bloque de título. Lo cual, bajo la regla de "no escalar el dibujo", en realidad nunca hizo mucho por ellos de todos modos.

### Tamaños de los dibujos

Tamaños de papel ISO

Tamaños de papel ANSI

Los tamaños de los dibujos cumplen típicamente con dos estándares diferentes, ISO (estándar mundial) o ANSI / ASME Y14.1 (estadounidense).   
Los tamaños de los dibujos métricos corresponden a los tamaños de papel internacionales. Estos desarrollaron refinamientos adicionales en la segunda mitad del siglo XX, cuando las fotocopias se volvieron baratas. Los dibujos de ingeniería se podrían doblar (o dividir) a la mitad en tamaño y colocarse en el siguiente tamaño de papel más grande (o, respectivamente, más pequeño) sin perder espacio. Y los bolígrafos técnicos métricos se eligieron en tamaños para que se pudieran agregar detalles o cambios de dibujo con un ancho de pluma que cambia aproximadamente un factor de la raíz cuadrada de 2. Un conjunto completo de plumas tendría los siguientes tamaños de punta: 0.13, 0.18, 0.25, 0.35, 0.5, 0.7, 1.0, 1.5 y 2.0 mm. Sin embargo, la Organización Internacional de Normalización (ISO) solicitó cuatro anchos de pluma y estableció un código de color para cada uno: 0.25 (blanco), 0.35 (amarillo), 0.5 (marrón), 0.7 (azul); estos plumines producen líneas que se relacionan con varias alturas de caracteres de texto y tamaños de papel ISO.  
Todos los tamaños de papel ISO tienen la misma relación de aspecto, uno con la raíz cuadrada de 2, lo que significa que un documento diseñado para cualquier tamaño dado se puede ampliar o reducir a cualquier otro tamaño y se ajustará perfectamente. Dada esta facilidad para cambiar los tamaños, por supuesto es común copiar o imprimir un documento dado en diferentes tamaños de papel, especialmente dentro de una serie, por ejemplo un dibujo en A3 puede ampliarse a A2 o reducirse a A4.
El "tamaño A" habitual de los EE. UU. Corresponde al tamaño de "letra", y el "tamaño B" corresponde al tamaño del "libro mayor" o "tamaño tabloide". También hubo una vez tamaños de papel británicos, que pasaron por nombres en lugar de designaciones alfanuméricas.
La Sociedad Estadounidense de Ingenieros Mecánicos (ASME) ANSI / ASME Y14.1, Y14.2, Y14.3 y Y14.5 son estándares comúnmente referenciados en los EE. UU.   

### Letras técnicas
Las letras técnicas son el proceso de formar letras, números y otros caracteres en el dibujo técnico. Se usa para describir o proporcionar especificaciones detalladas para un objeto. Con los objetivos de legibilidad y uniformidad, los estilos están estandarizados y la capacidad de escritura tiene poca relación con la capacidad de escritura normal. Los dibujos de ingeniería usan un guion sans-serif gótico, formado por una serie de trazos cortos. Las letras minúsculas son raras en la mayoría de los dibujos de máquinas. Las plantillas de letras ISO, diseñadas para utilizar con bolígrafos y lápices técnicos, y para adaptarse a los tamaños de papel ISO, producen caracteres de letras con un estándar internacional. El grosor del trazo está relacionado con la altura del carácter (por ejemplo, los caracteres de 2,5 mm de altura tienen un grosor de trazo - tamaño de plumilla de pluma - de 0,25 mm, 3,5 usaría un bolígrafo de 0,35 mm, etc.). El juego de caracteres ISO (fuente) tiene un seriffed, un barred siete, un abierto cuatro, seis y nueve , y un round encabezado tres, que mejora la legibilidad cuando, por ejemplo, un dibujo A0 se ha reducido a A1 o incluso A3 (y tal vez ampliada o reproducida / enviada por fax / microfilmada & c). Cuando los dibujos CAD se volvieron más populares, especialmente con el software estadounidense, como AutoCAD, la fuente más cercana a esta fuente estándar ISO era Romantic Simplex (RomanS), una fuente shx patentada, con un factor de ancho ajustado manualmente (sobre recorrido) para hacerlo lucir tan cerca de las letras ISO para el tablero de dibujo. Sin embargo, con los cuatro cerrados, y los seis y nueve, el tipo de letra romans.shx podría ser difícil de leer en las reducciones. En revisiones más recientes de paquetes de software, la fuente TrueType ISOCPEUR reproduce fielmente el estilo original de la plantilla de letras de la pizarra, sin embargo, muchos dibujos han cambiado al omnipresente Arial.ttf.

## Partes convencionales (áreas) de un dibujo de ingeniería

### Título del bloque
El bloque de título (T / B, TB) es un área del dibujo que transmite información del tipo de encabezado sobre el dibujo, como por ejemplo:     
- Título de dibujo (de ahí el nombre "bloque de título")
- Número de dibujo
- Número (s) de parte
- Nombre de la actividad de diseño (corporación, agencia gubernamental, etc.)
- Código de identificación de la actividad de diseño (como un código CAGE)
- Dirección de la actividad de diseño (como ciudad, estado / provincia, país)
- Unidades de medida del dibujo (por ejemplo, pulgadas, milímetros)
- Tolerancias predeterminadas para llamadas de dimensión donde no se especifica tolerancia
- Extractos repetitivos de especificaciones generales
- Advertencia de derechos de propiedad intelectual

Las ubicaciones tradicionales para el bloque de título son la parte inferior derecha (más comúnmente) o la parte superior derecha o central.  

## Ejemplo de un dibujo de ingeniería

Ejemplo de dibujo mecánico

### Bloque de revisiones
El bloque de revisiones (bloque rev) es una lista tabulada de las revisiones (versiones) del dibujo, documentando el control de revisión.
Las ubicaciones tradicionales para el bloque de revisiones se encuentran en la parte superior derecha (más comúnmente) o contiguas al bloque de título de alguna manera.   

### Siguiente montaje
El siguiente bloque de ensamblaje, a menudo también denominado "donde se usa" o, a veces, "bloque de efectividad", es una lista de ensamblajes superiores donde se usa el producto en el dibujo actual. Este bloque se encuentra comúnmente adyacente al bloque de título.

### Lista de notas
La lista de notas proporciona notas al usuario del dibujo, transmitiendo cualquier información que las leyendas dentro del campo del dibujo no lo hicieran. Puede incluir notas generales, flagnotes o una mezcla de ambos.       
Las ubicaciones tradicionales para la lista de notas están en cualquier lugar a lo largo de los bordes del campo del dibujo.